# 라츤구
라츤구(아제르바이잔어: Laçın rayonu)는 아제르바이잔 남서부에 위치한 구로 행정 중심지는 라츤이며 면적은 1,840km2이다. 서쪽으로는 아르메니아, 동쪽으로는 나고르노카라바흐와 접한다. 나고르노카라바흐 전쟁 이후에는 사실상 아르차흐 공화국의 실질적인 지배 상태에 있었으며 아르차흐 공화국의 행정구역 상으로는 카샤타그주의 북반부를 형성했다. 현재 이 지역을 지배하지 못하고 있는 아제르바이잔 측의 공식 통계 상으로는 인구가 72,000명(2009년 기준)이었으며 이 지역에 살던 아제리인은 모두 쫓겨났다. 2013년 아르차흐 공화국의 통계 조사 결과 이 지역과 구바들르구, 젠길란구를 합쳐 만들어진 카샤타그주의 인구가 9,656명으로 조사되었다. 따라서 당시에는 이 지역에 1만명에 많이 못미치는 인구가 살고 있다.